# Anastasie de Saint-Castin
Pour les articles homonymes, voir Anastasie et Castin (homonymie).
Anastasie de Saint-Castin est la fille de Misoukdkosié ou Nicoskwé (nommée Dame Melchilde) et de Jean-Vincent d'Abbadie de Saint-Castin, chef amérindien et baron français. Anastasie épouse Écuyer Alexandre Leborgne de Belle-Isle (fils d'Alexandre Le Borgne de Belle-Isle) le 23 novembre 1707, à Pentagouët, baie de Penobscot, Acadie (Maine actuel, USA).  Elle a trois enfants connus : Alexandre, Anne-Françoise et Marie.